# Orides Fontela
Orides de Lourdes Teixeira Fontela, més coneguda com a Orides Fontela, (São João da Boa Vista, 24 d'abril de 1940 — Campos do Jordão, 2 de novembre de 1998) fou una poetessa contemporània brasilera.

## Biografia
Publicà treballs a O Municipio, periòdic de la seva terra natal i al suplement literari del diari O Estado de S. Paulo. Es llicencià en Filosofia a la Universitat de São Paulo. L'any 1983 fou premiada amb el Jabuti de poesia, pel llibre Alba, i l'any 1996 amb el premi de l'Associació Paulista de Crítics d'Art, pel llibre Teia. L'any 2007 el Ministeri de Cultura del Brasil l'homenatjà amb l'Ordre del Mèrit Cultural, categoria Gran Creu. Maria Helena Teixeira d'Olivera, cosina de la poetessa, fou qui rebé la condecoració de mans del President de la República, Luiz Inácio Lula da Silva. La cerimònia se celebrà al Palau de les Arts de Belo Horizonte.
La poetessa patí moments aguts de depressió i solitud a més de grans dificultats econòmiques. Tant que rebé el suport d'amics com Antonio Candido, Davi Arrigucci Jr. i Marilena Chauí. El seu drama personal impregnà les seves obres literàries. El pes de la realitat la condugué diverses vegades al suïcidi. En els darrers anys de vida fou despejada del seu apartament del centre de la ciutat i traslladada a la residència de la seva amiga Gerda a la Casa de l'Estudiant Universitari, vell edifici de l'avinguda de São João, regió cèntrica de São Paulo, on passà els seus últims anys. Fontela fou una persona irritable i moltes vegades es barallà amb seus millors amics. Morí el 2 de novembre de 1998 a Campos do Jordão, als 58 anys, d'insuficiència cardiopulmonar, provocada per una tuberculosi, a la Fundació Sanatori São Paulo. Si no hagués estat per l'ajuda d'un metge de la Fundació, que descobrí un llibre seu entre els objectes personals, la poetessa podria haver mort com a sensesostre.
L'any 2000 s'exhibí per TV Cultura el documental, dirigit per Ivan Marquis, Orides: A un pas de l'ocell. El documental comptà amb diversos trams d'entrevistes fetes amb la poetessa a la dècada de 1990, a més de comentaris de crítics, com ara Davi Arrigucci Júnior.
L'any 2015, el periodista i professor de la Universitat de Brasília, Gustavo de Castro, publicà una biografia de la poeta titulada O enigma Orides. L'obra comptà amb 22 poemes inèdits descoberts per l'autor, que estaven sota la custòdia de Silvio Rodrigues, amic i advocat de la poetessa.

### Memorial Orides Fontela
L'any 2016 es realitzaren diversos homenatges a la poetessa a la ciutat on nasqué, a partir d'una parceria entre l'Acadèmia de Lletres de São João da Boa Vista, el Centre Universitari de les Facultats Associades d'Ensenyament i l'Ajuntament Municipal. D'entre els homenatges viscuts, es creà un memorial a la biblioteca de la UNIFAE, amb premis, objectes personals i les cendres de la poetessa.

## Obres
- Transposição (1969)
- Helianto (1973)
- Alba (1983)
- Rosácea (1986)
- Trevo (1969-1988)
- Teia (1996)
- Poesia Reunida (2006)
- Poesia completa (2015)[6]

### Selecció de poemes
- Esfinge
- Poemetos
- Viagem
- Fala[7]